# Скочиленко, Александра Юрьевна
Александра Юрьевна Скочиле́нко (род. 13 сентября 1990, Ленинград) — российская художница, музыкант, поэтесса.
Была задержана 11 апреля 2022 года за замену ценников в супермаркете на антивоенные листовки с информацией о погибших мирных жителях во время вторжения России на Украину. 16 ноября 2023 года приговорена к 7 годам лишения свободы по «закону о фейках».
В июне 2022 года международная правозащитная организация Amnesty International объявила Скочиленко узницей совести, правозащитный центр «Мемориал» признал её политической заключённой, а «Би-би-си» внесла её в список 100 вдохновляющих и влиятельных женщин мира за 2022 год.
1 августа 2024 года освобождена в рамках обмена заключённых между Россией и Западом.

## Биография

### Образование и становление
Александра Скочиленко училась в петербургской гуманитарной гимназии № 11. В старших классах участвовала в теледебатах «Игра ума» на «Пятом канале». После школы в 2007 году поступила в петербургскую Театральную академию на факультет режиссуры кино и ТВ. По воспоминаниям друзей, в академии художница всегда бралась за технически сложные истории, например, могла в одной работе использовать воду, песок и камни, аппликации из бумаги, stop-motion и обычный видеоряд. Скочиленко ушла с пятого курса до защиты диплома. Позже в интервью Александра говорила, что у неё были планы на ещё одно бесплатное образование.
Скочиленко делала съёмку для студенческого СМИ, а в 2011—2012 годах работала как внештатный журналист петербургского интернет-издания «Бумага»: снимала репортажи с избирательных участков на выборах в Госдуму и митингов после масштабных фальсификаций. В мае 2012-го она работала во время митинга на Болотной площади.
Скочиленко отмечала, что у неё началась «чудовищная депрессия с творческим кризисом, который длился несколько месяцев, так что я решила попробовать себя в академической карьере», поэтому в 2013 году она поступила на факультет свободных искусств и наук СПбГУ, изучала там антропологию, окончила вуз с красным дипломом, но не стала продолжать обучение. В 2020 году заявляла: «Не хочу иметь какую-то определённую профессию. В общем-то, я её и не имею».
Знакомые Скочиленко отмечали, что она выражает себя многогранно — через стихотворения, рисунки, музыку. Скочиленко снимала и монтировала видео на заказ, работала иллюстратором и фотографом, сотрудничала с НКО (в 2022-м она снимала феминистский театральный фестиваль «Рёбра Евы»). Зимой 2019 года ездила в Карпаты преподавать в детской киношколе, организованной Светланой Погасий, режиссёром из Украины. В Петербурге она создала музыкальный проект для всех желающих «Свободные джемы», в котором музыканты, не считающие себя профессионалами, могли бы выступать без критики. В начале 2022 года Скочиленко завела VK-паблик Lastochka Plus, где публиковала свои треки.
Скочиленко подрабатывала курьером и няней, научилась делать бытовой ремонт и начала этим зарабатывать: «Для монтажа карниза пришлось сверлиться в бетонную стену, даже для меня — я вешу 45 кг — это более чем возможно. Когда-то давно я думала, что это нереальная работа для женщины».

### Здоровье и его отражение на творчестве
С детства у Скочиленко были проблемы со здоровьем. В ранние годы у неё была диагностирована генетическая непереносимость глютена — целиакия, поэтому со школы она была на безглютеновой диете. По словам Скочиленко, в 17 лет ей было рекомендовано поставить кардиостимулятор из-за аритмии.
Моё здоровье ухудшается уже несколько месяцев. И если в начале были проблемы только из-за моего генетического аутоиммунного заболевания — целиакии (тошнота, рвота, боль в животе из-за многократного нарушения диеты), то теперь прибавились проблемы с сердцем, о которых я не вспоминала с 17 лет, потому что заботилась о своем здоровье и вела достаточно спокойный образ жизни. <...> Время от времени темнеет в глазах, появилась одышка, тяжесть в груди, частые головокружения и боли в левой руке. Терапевт на экспертизе услышал шум в сердце, а терапевт в СИЗО подтвердил это.Александра Скочиленко, Из интервью изданию «Север. Реалии»
У Скочиленко с детства были психологические проблемы. В 2007 году она обращалась в госорганизацию за психологической помощью, после чего её «практически насильно» госпитализировали в психиатрический стационар клиники имени Скворцова-Степанова. Скочиленко заявляла об «ужасающих бытовых условиях» больницы. Выписаться и найти психотерапевта помог отец, он же организовал сессии. В 2014-м Скочиленко выпустила комикс «Книга о депрессии» — историю про девочку Сашу в поисках лечения. На май 2022 год существовали переводы этой книги на английский, испанский и украинский языки. Скочиленко отмечала, что не знает украинский, а все фразы переписывала от руки под руководством издательства: «Каждый день, в который я работала над этим проектом, я думала, что меня посадят, как только книга будет издана. Ведь уже тогда между нашими странами шла война. Это был мой личный робкий жест дипломатии и мира».
Позже Александра Скочиленко создала ещё две книги: «Что такое мания?», в ней состояние персонажа передаётся фиолетово-оранжевой цветовой гаммой, и чёрно-белая «Меня никогда не любили», а также участвовала в написании книги «Биполярники. Без масок. Откровенные истории людей, которые искали себя — и изменили мир» и нарисовала иллюстрации для книги «Биполярное расстройство: пособие по выживанию» (автор обеих книг — журналистка Маша Пушкина).

## Антивоенная акция и уголовное дело

### Акция и задержание
Впервые Скочиленко была задержана 4 марта 2022 года на акции протеста против действий российской армии на Украине. По воспоминаниям друзей, Скочиленко никогда не была политической активисткой, и антивоенные протесты после 24 февраля стали первыми, которые она посещала не по работе. Историк Арсений Веснин, знакомый со Скочиленко со времён «Игры ума», отмечал, что она «…могла что-то творческое организовать, позвать людей поучаствовать в мероприятии, а не то что выходила все время с плакатами. Более созидательная задача была. Её очень волновала свобода творчества, самовыражения». В марте и апреле Скочиленко организовала музыкальные «Джемы мира», куда могли прийти все желающие, и создала серию открыток «Любовь сильнее войны и смерти» и «Человеческая жизнь не имеет цены». Друзья изначально связывали повторное задержание именно с этой активностью.
Один из популярных форматов российских антивоенных настроений после 24 февраля 2022 года — «тихий протест». Например, он выражается в антивоенных листовках, стилизованных под ценники. С такой инициативой выступило Феминистское антивоенное сопротивление, в Телеграм-канале которого были предложены макеты подобных листовок. «Тихий протест» из-за анонимности считается более безопасной формой выражения своей позиции, чем пикеты или митинги. Однако к началу мая 2022-го за замену ценников на листовки по России было задержано семь человек.
Вечером 31 марта Скочиленко зашла в супермаркет «Перекрёсток» на первом этаже ТРК «Шкиперский молл» на Васильевском острове, чтобы оставить там несколько антивоенных листовок. 11 апреля, по доносу 76-летней пенсионерки Галины Барановой, сторонницы боевых действий, её задержали, вызвав в квартиру друга, где полиция проводила обыск. После задержания Скочиленко связалась с правозащитниками проекта «Сетевые свободы». Она сначала была помещена в отдел Следственного комитета на Васильевском острове, а затем — в свою съёмную квартиру на обыск. В отличие от других задержаний за «антивоенные ценники», обвинение Скочиленко уголовное — статья 207.3 часть 2 УК РФ о «распространении заведомо ложной информации», в материалах дела указан мотив «политической ненависти к Российской Федерации». Статья подразумевает наказание от 5 до 10 лет лишения свободы, принудительные работы или штраф от 3 до 5 млн рублей. По словам адвоката, более строгое отношение могло быть связано с содержанием листовок: помимо антивоенных высказываний, у Скочиленко «была информация о якобы действиях Вооружённых сил РФ» — она написала об обстреле театра в Мариуполе.
Я решила поучаствовать в народной акции. Неизвестный мне человек сделал гениальный макет ценников, похожих на настоящие. Разные незнакомые мне люди участвовали в такой акции. Я тоже распечатала макет, вырезала ценники и разместила пять штук, перемешав ценники со всего макета как колоду карт. Эти пять ценников и решили мою судьбу.Александра Скочиленко, Из интервью «Север. Реалии»
В середине мая были опубликованы показания  Галины Барановой, по заявлению которой было возбуждено уголовное дело и задержана Скочиленко. Пенсионерка утверждала, что её возмутило содержание листовок: «…клевета, поскольку я очень переживаю за российских солдат на Украине, смотрю все новости про это». Обнаружив «ценники», женщина сначала пожаловалась охраннику и кассиру, не дождавшись администратора магазина, она отправилась в отделение полиции, забрав экземпляр листовки с собой.
Скочиленко отрицает свою вину. Она признала факт замены ценников в «Перекрёстке», а информацию на них не считает ложной.
Акцию с ценниками поддержал и повторил в своём магазине предприниматель Д. Н. Скурихин.

### Пребывание под стражей
Сразу после задержания 11 апреля Скочиленко была отправлена в ИВС. Через два дня на закрытом заседании Василеостровский районный суд Петербурга заключил Скочиленко под стражу на два месяца, до конца мая. Судья Елена Леонова не учла поручительства от нескольких политиков и нотариальное согласие собственника квартиры, в которой прописана Скочиленко, что она может отбывать там домашний арест. Своё решение судья мотивировала фактами, что у художницы «есть друзья в Украине» и «её сестра живёт во Франции».
Задержание Скочиленко вызвало резонанс, сформировалось активное защитное движение. Была опубликована онлайн-петиция с требованием изменить меру пресечения, на начало сентября 2022 года её подписало более 160 тыс. человек. Телеграм-канал с актуальными новостями имел более 4300 подписчиков на начало сентября. Также был запущен сайт skochilenko.ru. В защиту Скочиленко высказываются генеральный директор «Бумаги» Кирилл Артёменко, историк Арсений Веснин, Алексей Белозеров, правозащитник Динар Идрисов, депутат Борис Вишневский, режиссёр Театра сказки и лауреат премии «Золотой софит» Филипп Игнатьев, Ксения Сорокина передала Скочиленко свою «Золотую маску», полученную за лучшую работу по костюмам в драматическом театре.
Друзья и близкие Скочиленко сразу привезли начальнику ИВС медицинские документы, подтверждающие болезнь, пытались передать диетические продукты и многократно жаловались, что органы не всегда их принимают. Несмотря на контроль со стороны правозащитников и ОНК, Скочиленко долго не удавалось получить требуемую безглютеновую диету. 25 апреля адвокат Скочиленко рассказал публично о её жалобах на плохое состояние и тошноту, возвращение депрессивных эпизодов, он отметил, что в изоляторе не оказывается должная медицинская помощь. Скочиленко дольше обычного держали в ИВС и не переводили в СИЗО, о чём не знали родственники. 26 апреля СПЧ попросил ФСИН обеспечить Скочиленко безглютеновым питанием, ФСИН в свою очередь отвечал на запросы СМИ, что Скочиленко содержится в «условиях, соответствующих требованиям законодательства».
В начале мая адвокат заявлял, что сокамерники оказывают на Скочиленко психологическое давление: все продукты хранились у «старшей» по камере, часть еды они заставляли выкидывать, девушке разрешали есть только во время общего приёма и отказывали в питании, если она пропускала график из-за свиданий. После огласки Скочиленко 7 мая была переведена в двухместную камеру. Добиться необходимого медицинского питания удалось 11 мая через уполномоченную по правам человека Светлану Агапитову. В июле 2023 года арест и содержание в СИЗО был продлён до 10 октября 2023 года.

### Судебные слушания

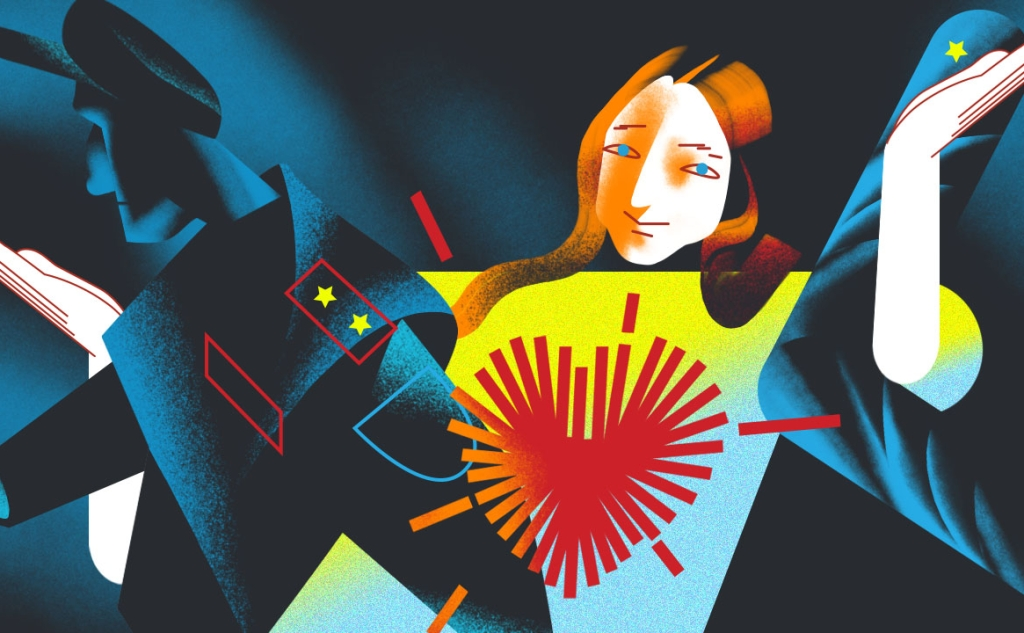
Саша Скочиленко на заседаниях суда, иллюстрация «Теплицы социальных технологий», 2023

17 мая 2022 года на заседании по обжалованию меры пресечения Городской суд Петербурга оставил в силе решение Василеостровского районного суда. 30 мая Василеостровский райсуд продлил содержание Скочиленко в СИЗО на один месяц, не удовлетворив ходатайство защиты о домашнем аресте.
Скочиленко заявляла, что сразу после ареста её обследовал психиатр в районном ПНД, он подтвердил вменяемость. Несмотря на это, в начале июня Скочиленко была отправлена на длительное стационарное обследование, которое затянуло судопроизводство на два месяца. Скочиленко вернулась в СИЗО с заключением комиссии из шести врачей, что она не является невменяемой и не нуждается в медикаментозном лечении, но в изоляторе её снова осмотрел психиатр. 18 июня адвокат передал, что Скочиленко жалуется на сильные боли в сердце и животе, нарушение прогулочного времени, только частичную безглютеновую диету. 27 июня Скочиленко передала иллюстрации того, как её кормят в СИЗО.
В июне 2022 года международная правозащитная организация Amnesty International объявила Скочиленко узницей совести, в том же месяце правозащитный центр «Мемориал» признал Скочиленко политической заключённой.
30 июня Василеостровский районный суд продлил содержание Скочиленко в СИЗО до 1 августа. По словам адвоката, это могло быть связано с тем, что Скочиленко так и не признала свою вину. Очередное продление срока состоялось 25 октября — Василеостровский суд по ходатайству следователя оставил Скочиленко в СИЗО до 10 апреля 2023 года. Основное слушание было назначено на 2 ноября 2022.
Рассмотрение уголовного дела Скочиленко начал Василеостровский суд Санкт-Петербурга 15 декабря 2022 года. На заседание пришли консулы Финляндии, Швеции, Германии и Норвегии. Скочиленко заявила, что «полностью не признаёт вину» в распространении «заведомо ложной информации». На заседании 20 января 2023 года суд отказался вернуть в прокуратуру дело Скочиленко, а её саму из-за ухудшающегося здоровья и «гуманистических соображений» снова оставил в СИЗО.

### Приговор
16 ноября 2023 года Василеостровский районный суд Санкт-Петербурга приговорил Александру Скочиленко к семи годам лишения свободы с отбыванием наказания в колонии общего режима по делу о «фейках о российской армии» (статья 207.3 УК РФ) из-за замены ценников в «Перекрёстке» на антивоенные стикеры о бомбардировке Мариуполя и других событиях на Украине.
17 ноября 2023 года, на следующий день после вынесения приговора, судью Оксану Демяшеву, приговорившую Александру Скочиленко к семи годам, рекомендовали повысить. 14 июня 2024 года она была повышена до должности заместителя председателя Калининского районного суда Петербурга.

### Общественная реакция
Российские врачи в открытом письме потребовали от Путина немедленно освободить Сашу Скочиленко.
Петицию с требованием освободить Скочиленко подписали 169 тысяч человек.
Акции в поддержку Скочиленко проходили во многих в городах мира. В частности, 17 ноября 2023 года, в качестве реакции на вынесение приговора, акция солидарности с петербургской художницей прошла в Сербии на площади Республики в Белграде, в США в этот же день активисты вышли к зданию Генерального консульства России в Нью-Йорке с требованием освободить художницу.
В 2022 году петербургский документалист Всеволод Королёв работал над проектом под рабочим названием «207.3» — про фигурантов дел о «военных фейках». Он успел выпустить фильмы о Саше Скочиленко и Марии Пономаренко. В июле того же года его задержали по той самой статье, он получил 7 лет колонии общего режима.

### Освобождение
1 августа 2024 года стало известно что Скочиленко вошла в список на обмен заключённых между Россией и Западом, в ночь на 2 августа улетела в Германию.

## Личная жизнь и взгляды
Александра Скочиленко — открытая лесбиянка, состоит в многолетних отношениях. Её девушка активно занималась оглаской хода уголовного дела и условий содержания Скочиленко под стражей. В письме из ИВС Скочиленко писала: «Так уж вышло, что я представляю собой всё то, к чему так сильно нетерпим путинский режим: творчество, пацифизм, ЛГБТ, психопросвещение, феминизм, гуманизм и любовь ко всему яркому, неоднозначному, необычному».

## Награды
В 2022 году вошла в рейтинг 100 вдохновляющих и наиболее влиятельных женщин мира по версии Би-би-си, став одной из трёх россиянок наряду с Аллой Пугачёвой и Таисией Бекбулатовой.